# Жарри, Жерар
Жерар Жарри (фр. Gérard Jarry; 6 июня 1936 — 18 января 2004) — французский скрипач.
В 1951 г. в неполные 15 лет завоевал первую премию на Международном конкурсе имени Маргерит Лонг и Жака Тибо. В 1960 г. вместе с Сержем Колло и Мишелем Турню сформировал струнное трио, выступавшее на протяжении 32 лет. С 1969 г. играл первую скрипку в камерном оркестре Жана Франсуа Пайяра, приняв участие в ряде масштабных концертных программ — в частности, исполнив все скрипичные концерты Жана Мари Леклера в 1977 г. В 1984—2001 гг. также был первой скрипкой Национального оркестра региона Иль-де-Франс. Он был профессором Парижской Высшей национальной консерватории музыки и танца.